# Ліам Бреді
Ві́льям Ліа́м Бре́ді (нар. 13 лютого, 1956) — ірландський футболіст.

## Життєпис
Ліам Бреді народився у Дубліні, з 15-річного віку грав за юніорські команди «Арсеналу» (Лондон). Професіональний контракт з клубом він підписав у червні 1973 року. Його старші брати теж були футболістами: Пат виступав за Міллволл, Рей за КПР. Бреді отримав у клубі прізвисько «Чиппі», за любов до смаженої картоплі — чипсів. Перший матч за основну команду він провів 6 жовтня 1973 року проти «Бірмінґем Сіті», вийшовши на заміну. Постійне місце в складі Лаям здобув у сезоні 1974/75. У 1974 році він дебютував за національну збірну Ірландії в грі проти Радянського Союзу. Головними атрибутами його гри була чудова гра лівою ногою, стійкість, швидкість і вміння вивести на ударну позицію партнерів. «Арсенал» у 1975 і 1976 займав відповідно 16-е і 17-е місця і ледве уникнув вильоту в 2 дивізіон. Наприкінці 70-их Бреді став одним із лідерів команди. В ті роки за «Арсенал» грали також ірландці Девід О'Лірі, Френк Степлтон і північноірландський воротар Пат Дженнінґс. У фіналі Кубка Англії-79 проти МЮ виграному з рахунком 3:2 Бреді організував кожен з трьох голів і згодом цей матч почали називати «фінал Бреді». Здобуття трофею дозволило лондонцям зіграти у Кубку володарів кубків наступного сезону, а Бреді визнано «Гравцем року-1979». Сезон 1979/80 «каноніри» завершили на 4-му місці в чемпіонаті, що було найвищим місцем з 1973 року. Також «Арсенал» став фіналістом Кубка Англії і вийшов у фінал Кубка володарів кубків (перемігши у півфіналі «Ювентус»), де поступився «Валенсії» в серії пенальті.
Гра ірландського плеймейкера сподобалась власникам «Ювентуса» і 24-річний футболіст влітку 1980 переїхав до Турина за суму 514 000 фунтів. За два роки він двічі став чемпіоном Італії, але через жорсткий ліміт на іноземців змушений був залишити «Юве», бо 1982 року клуб купив на позицію плеймейкера француза Мішеля Платіні. Після 2 сезонів за «Сампдорію», 2 за «Інтер» і 1 за «Асколі» він повернувся до Англії. «Вест Хем Юнайтед» заплатив за Бреді 100 000 фунтів, проте він не зміг допомогти клубу уникнути пониження у класі. Через травму він не зіграв на Євро-88, а в 1990 році зіграв прощальний матч у футболці збірної Ірландії.

### Тренерська робота
Як тренер Ліам Бреді очолював «Селтік» і «Брайтон», а з 1996 року, після запрошення Арсена Венгера, працював у юнацькій академії «Арсенала» (Лондон).

## Титули та досягнення
- найкращий гравець року в Англії: 1979
- володар Кубка Англії: 1978-79
- фіналіст Кубка Англії: 1977-78, 1979-80
- фіналіст Кубка володарів кубків: 1979-80
- чемпіон Італії: 1980-81, 1981-82